# Den nordiska försvarsunionen

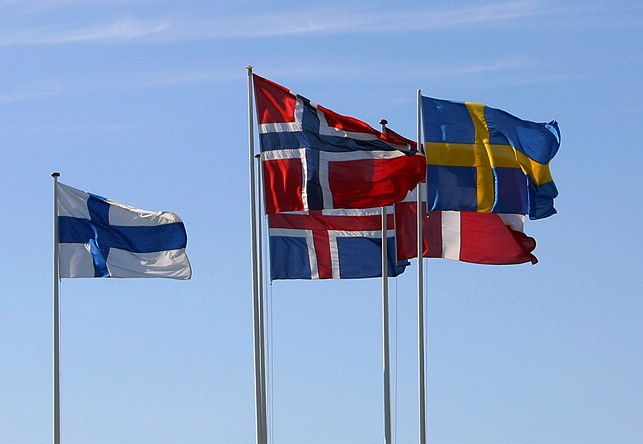
Danmarks, Islands, Norges, Sveriges och Finlands flagga.

Den nordiska försvarsunionen, var tänkt att omfatta Danmark, Norge, Sverige och Finland diskuterades mellan länderna efter andra världskrigets slut. Finland hade kämpat mot Sovjetunionen i kriget. Danmark och Norge hade varit under ockupation av Tyskland från 1940 till 1945. Sverige hade undkommit krig och ockupation, men hade under hot levererat råvaror till Tyskland. Alla fyra länderna trodde efter kriget att de med en försvarsallians skulle ha det bättre än om de stod ensamma.

## Finlands ställning
Finland, som hade utkämpat två krig mot Sovjet och ett mot Tyskland, hade nära förbindelser med de andra skandinaviska länderna. Efter fortsättningskriget, där Sovjetunionen tvingade Finland till fred, utan att ha ockuperat landet, antog Finland neutralitets doktrinen och upprätthöll en demokratisk regering med marknadsekonomi. 
Landet delade under kalla kriget en 1 300 kilometer lång gräns med Sovjetunionen. vilket påverkade Finlands inrikes- och utrikespolitik samt landets säkerhetspolitik. När det gäller det finska medlemskapet i en skandinavisk försvarsallians nådde diskussionerna en hög politisk nivå med de andra kandidatländerna. Dessa diskussioner avslutades från Finlands sida efter att Sovjetunionens reaktion i frågan förblev negativ. Finland förblev istället neutralt och år 1948 hade Finland undertecknat ett vänskapsfördrag med Sovjetunionen vilket förbjöd Finlands deltagande i allianser som kunde betecknas som militaristisk, även försvarsallianser. Avtalet mellan Finland och Sovjetunionen hindrade dock inte Sovjetunionen från att skapa Warszawapakten 1955.

## Danmark och Island
Både Danmark och Island visade en tydlig preferens för att gå med i den nordiska försvarsunionen framför Nato. Enligt en litteraturöversikt från 2018 var skälen till att danskar föredrog en skandinavisk militärallians framför en nordatlantisk "ideologi (pan-skandinavism), den inrikespolitiska situationen, en stark tro på svensk militärmakt, och, särskilt med tanke på de tre nordiska ländernas olika politik, olika lärdomar från andra världskriget."

## Norge och Danmark går med i Nato
De fyra nordiska länderna skulle, om de hade gått med i försvarsalliansen, fungerat i realiteten som separata självständiga länder men som ett eget block i utrikes- och säkerhetspolitiken. Det föreslagna försvarssamarbetet diskuterades av en gemensam nordiskt kommitté vintern 1948-1949. Men det kalla kriget hade redan börjat mellan USA och Sovjetunionen. Förberedelser för en västerländsk försvarsallians grundades, vilket resulterade i Nato. När det stod klart att västalliansen inte kunde täcka den skandinaviska försvarsalliansens behov av krigsmateriel förrän dess egna behov var tillgodosedda, drog Norge sig ur kommittén vilket innebar dödsstöten för samarbetet. Danmark var fortfarande villig att delta i försvarsalliansen med Sverige. Men svenskarna såg fler brister än vinster i detta och fördraget föll. Därmed gick Danmark på Norges linje och båda länderna blev medlemmar i Nato 1949.

## Grund för svensk neutralitet
Sverige valde att inte gå med i Nato, trots att det debatterades offentligt. En av de största anhängarna av medlemskap, Herbert Tingsten, chefredaktör för Dagens Nyheter, Sveriges största nyhetstidning, argumenterade för varför Sverige borde gå med i Nato. Han såg Sveriges utrikesminister Östen Undén som den största motståndaren till svenskt deltagande. Utrikesministern Undén menade att Sverige borde vara alliansfritt och neutralt i händelse av krig. En aspekt av detta som ofta ignorerades var Finlands ställning. Om Sverige gick med i Nato hade det med stor sannolikhet inneburit ökad sovjetisk kontroll över Finland och lett till att Finland engagerat sig bakom järnridån och landet hade varit en frontlinje med Warszawapakten mot Nato ner genom Östersjön. 

## Nutida nordiskt försvarsamarbete
De nordiska länderna har sedan 2009 förnyat samarbetet inom försvarsområdet genom skapandet av Nordefco. Detta samarbetsavtal ersatte tre tidigare nordiska försvarsrelaterade samarbeten: Nordcaps (ett samarbete inom fredsfrämjande insatser och utbildning för denna typ av insatser som inletts 1997), Nordac (materielsamarbete som inletts på 1990-talet) och Nordsup (förmågeutveckling, inlett 2008).